# Синяк (растение)
Синя́к (лат. Échium) — род растений семейства Бурачниковые (Boraginaceae).

## Название
В трактовке авторов издания "Флора СССР" название произошло от греческого слова echis — змея, дано по форме соцветий и встречается у многих древних авторов в отношении растений семейства бурачниковых. По другой версии оно отражает сходство плодов-орешков со змеиной головой, отмеченное еще Диоскоридом.
Другие народные названия: синец, колючки, марковей, шари́ло.

## Ботаническое описание
Одно-, дву- или многолетние жёстковолосистые травы, редко кустарники.
Листья очерёдные, цельные, узкие, линейные или ланцетные.
Цветки слегка неправильные, в завитках, образующих сложное метельчатое соцветие. Чашечка пятираздельная, рассечена почти до основания, с линейными или ланцетными щетинистоопушёнными долями, при плодах неизменяющаяся; венчик может быть зигоморфным с косым срезом и пятью несколько неравными короткими, задними (верхними) более длинными лопастями, воронковидно-колокольчатый или колокольчатый, без ясного разделения на трубку и отгиб, с голым зевом (без чешуек), синий, фиолетовый или пурпурный, реже белый или бело-розовый, снаружи опушённый. Тычинки прикреплены к середине трубки венчика или несколько ниже её середины на разной высоте как бы спирально, неравной длины и выдаются из венчика, с тонкими нитями и маленькими короткими пыльниками, овальными или округло овальными. Завязь четырёхлопастная. Столбик нитевидный, длиннее трубки венчика, покрытый, по крайней мере в нижней части волосками, на верхушке коротко раздельный, с маленьким рыльцем. Реже столбик цельный, с одним рыльцем. Имеется защитное кольцо (внутри основания венчика) из отдельных или слитых волосистых или голых чешуек.
Плод из четырёх орешковидных долей, заострённых, прямостоячих, трёгранно-яйцевидных, 2—3 мм длиной, бугорчатых, острых, прикреплённых плоским треугольным основанием к плоскому цветоложу.

## Распространение и экология
Свыше 40, по другим данным 67 видов в Европе, Западной Азии, Северной и Южной Африке, на острове Мадейра и на Канарских островах, а также в части Восточной Азии. Один из видов, Синяк подорожниковый (Echium plantagineum), является заносным видом и одним из самых злостных сорняков Австралии. Растения рода синяк больше свойственны области Древнего Средиземноморья. Если не считать заносных видов, восточная граница распространения рода проходит на Кавказе, у Каспийского моря.
На территории России и сопредельных стран представлен 5 видами. В Западной Сибири и на Алтае произрастает единственный вид Синяк обыкновенный (Echium vulgare).
Встречается на сухих открытых местах, на лугах, в степях, паровых полях, в сорных и каменистых местах.
Среди растений рода синяк есть и эндемики. Это двулетние и многолетние растения до 3 м высотой. Синяк сосновый — эндемик острова Гран-Канария, синяк простой и синяк Вильдпретта — острова Тенерифе (Канарские острова), а синяк белеющий — острова Мадейра.
Синяк сосновый стал очень редким видом для мест своего обычного произрастания на острове Гран-Канария, в том числе из-за своих декоративных свойств.
Синяк русский занесён в Красную книгу Курской, Московской и Ростовской областей.

## Биологические особенности
Виды рода Синяк являются пищей для гусениц некоторых бабочек, таких как чехлоноска Coleophora onosmella и тонкопряд Triodia sylvina.

## Практическое использование
Растения в основном ядовитые. Несмотря на ядовитость, синяк обыкновенный и синяк красный являются лекарственными растениями и широко применяются в народной медицине.
Синяк красный содержит в корнях, а синяк обыкновенный в корнях и в цветках красящее вещество. Корни синяка русского используются в производстве румян. Листья и молодые стебли синяка обыкновенного съедобны.
Некоторые виды — ценные медоносы. Синяк обыкновенный высевается специально для медосбора. С одного гектара этого растения можно получить 250—300 кг мёда. Мёд с синяка очень высокого качества, имеет светло-янтарный цвет, превосходный вкус и долго не кристаллизуется. Высушенные цветки в Иране заваривают и пьют как чай.

### Использование в декоративном садоводстве
Многие виды используются в качестве декоративных садовых растений, среди них:
- Echium auberianum — многолетник до 3 м высотой с синими трубчатыми цветками.
- Синяк белеющий (Echium candicans) — вечнозелёное растение до 1 м высотой. Синие с розовыми тычинками цветки.
- Синяк итальянский (Echium italicum) — двулетник до 1,2 м высотой. Цветки бледно-фиолетовые или красноватые воронкообразной формы с трубочкой в 4 раза длиннее чашечки.
- Синяк подорожниковый (Echium plantagineum) — похож на синяк обыкновенный. Душистые долгоцветущие цветки собраны в плотные головки. Выведены компактные формы, не превышающие 30 см в высоту.
- Синяк Переса (Echium perezii) — вечнозелёное растение до 3 м высотой. Трубчатые розовые цветки плотно сидящие вокруг листев.
- Синяк обыкновенный (Echium vulgare) — двулетник до 1 м высотой. Венчик 10-15 мм в диаметре. Соцветие метельчатое до 30 см длиной.
- Синяк Вильдпретта (Echium wildpretii) — двулетнее растение до 3 м высотой. Цветки розовато-красные, трубчатые, плотно сидящие вокруг листьев.

Одни виды растут лучше во влажных местах, на тяжёлых, илистых почвах; другие предпочитают открытые солнечные места и лёгкие известковые почвы, не переносят сырости. Размножаются семенами.

## Классификация

### Таксономия[12]
Echium L., Sp. Pl. 1: 139. 1753.
Род Синяк  относится к семейству Бурачниковые (Boraginaceae) порядка Бурачникоцветные (Boraginales). Кладограмма в соответствии с Системой APG IV по состоянию на июнь 2023 года:
|  |                                      |  |                                   | порядок Бурачникоцветные |  | семейство Бурачниковые - 153 ботанических рода |  | Синяк |  | 73 подтвержденных вида и 70 таксонов, ожидающих подтверждения |
|  |                                      |  |                                   | порядок Бурачникоцветные |  | семейство Бурачниковые - 153 ботанических рода |  | Синяк |  | 73 подтвержденных вида и 70 таксонов, ожидающих подтверждения |
|  | отдел Цветковые, или Покрытосеменные |  |                                   |                          |  |                                                |  |       |  |                                                               |
|  |                                      |  |                                   |                          |  |                                                |  |       |  |                                                               |
|  |                                      |  | ещё 63 порядка цветковых растений |                          |  |                                                |  |       |  |                                                               |
|  |                                      |  |                                   |                          |  |                                                |  |       |  |                                                               |

### Виды
Некоторые из них:
- Echium auberianum Webb & Berthel. — Канарские острова
- Echium candicans L.f. — Синяк белеющий — остров Мадейра
- Echium creticum L. — Синяк критский — остров Крит и Греция
- Echium italicum L. typus[13] — Синяк итальянский, или Синяк Биберштейна — Европа
- Echium nervosum Dryand. — Синяк жилковатый
- Echium pininana Webb & Berthel. — Синяк сосновый — остров Гран-Канария
- Echium plantagineum L. — Синяк подорожниковый, или Синяк кривоцветный — Атлантическое побережье Франции, Англии, и Африки, как заносное в Австралии
- Echium sabulicola Pomel — западная часть Средиземноморья
- Echium simplex DC. — Синяк простой — остров Тенерифе
- Echium strictum L.f. — Синяк прямостоячий
- Echium virescens DC. — Синяк зеленоватый — остров Тенерифе
- Echium vulgare L. — Синяк обыкновенный — Евразия, Африка, Северная Америка
- Echium wildpretii H.Pearson ex Hook.f. — Синяк Вильдпретта — остров Тенерифе